# Ivan Nikolaevič Kramskoj
Ivan Nikolaevič Kramskoj (Ostrogožsk, 8 giugno 1837 – San Pietroburgo, 6 aprile 1887) è stato un pittore e critico d'arte russo, inoltre è stato il leader intellettuale dei Peredvižniki tra il 1860 e il 1880.

## Biografia

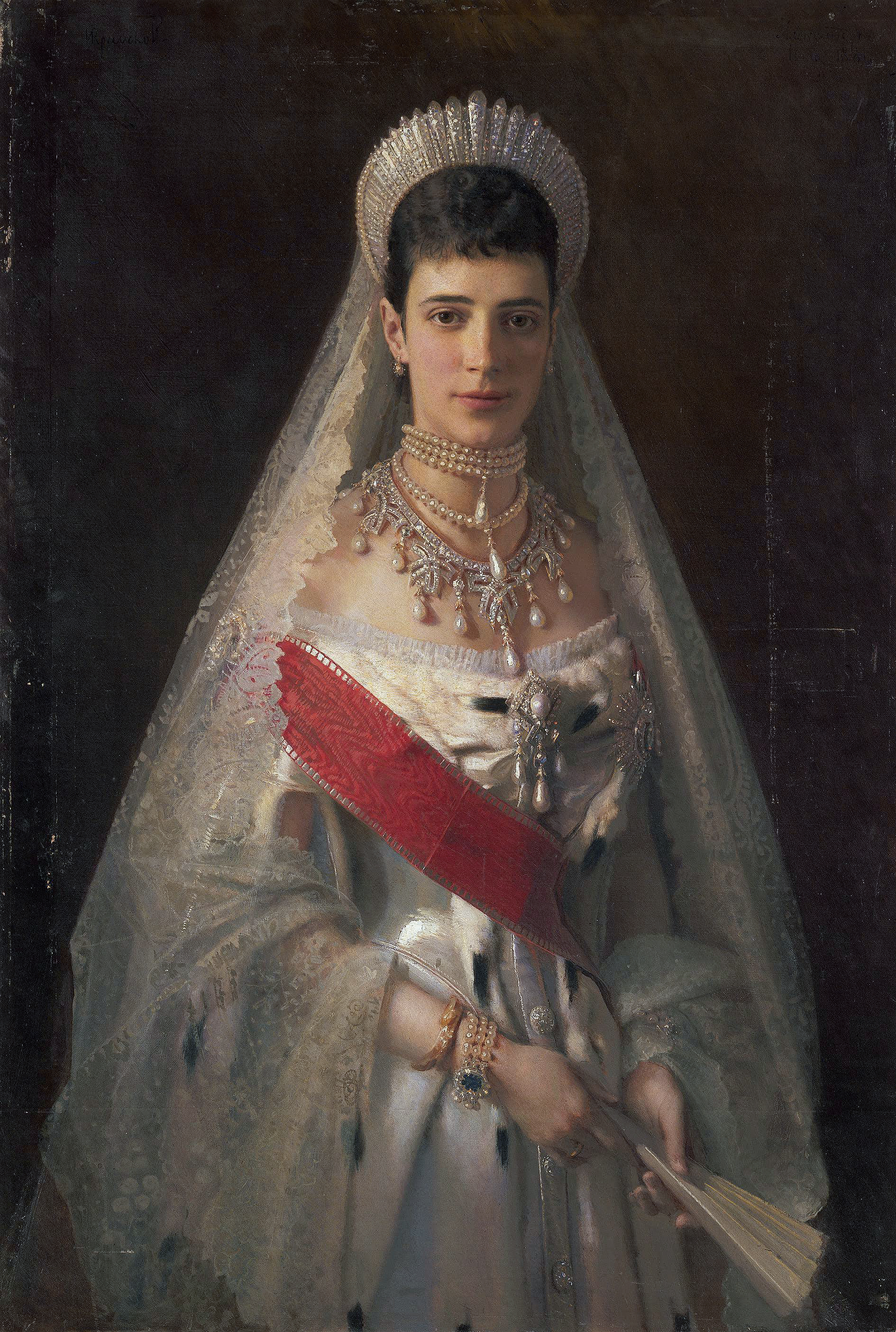
Ritratto di Dagmar di Danimarca del 1880 circa

Originario da una povera famiglia piccolo borghese, dal 1857 al 1863 studiò all'Accademia Imperiale d'Arte, in seguito si oppose all'arte accademica e fu uno degli iniziatori della rivolta dei quattordici che finì con l'espulsione dall'accademia, a causa di ciò crearono il gruppo dell'Artel dei pittori ("Артель художников").
Abbracciando le idee democratiche della Russia rivoluzionaria Kramskoj fece valere i principi del realismo, della sostanza morale e della nazionalità dell'arte. Divenne uno dei fondatori e leader intellettuale del gruppo Peredvižniki. Tra il 1863 e il 1868 insegnò alla scuola di disegno della società di incoraggiamento delle arti applicate. Dipinse diversi ritratti di famosi scrittori, scienziati, artisti e personaggi pubblici russi, come Lev Nikolaevič Tolstoj nel 1873, Ivan Ivanovič Šiškin nel 1873, Pavel Mikhailovich Tretyakov nel 1876, Michail Evgrafovič Saltykov-Ščedrin nel 1879 (tutti attualmente alla Galleria Tret'jakov) e Sergei Botkin nel 1880 (proprietà di una collezione privata a Mosca). Uno dei suoi quadri più importanti è Cristo nel deserto del 1872 (anche questo conservato alla galleria Tret'jakov) che riprende la tradizione umanistica di Aleksandr Ivanov.
L'orientamento democratico dell'arte di Kramskoj, il suo acuto giudizio critico riguardo l'arte, e la perseveranza nella ricerca di criteri pubblici obbiettivi che portassero a stimare quest'arte, sono essenziali per lo sviluppo dell'idea di arte democratica nella Russia dell'ultima parte del XIX secolo.

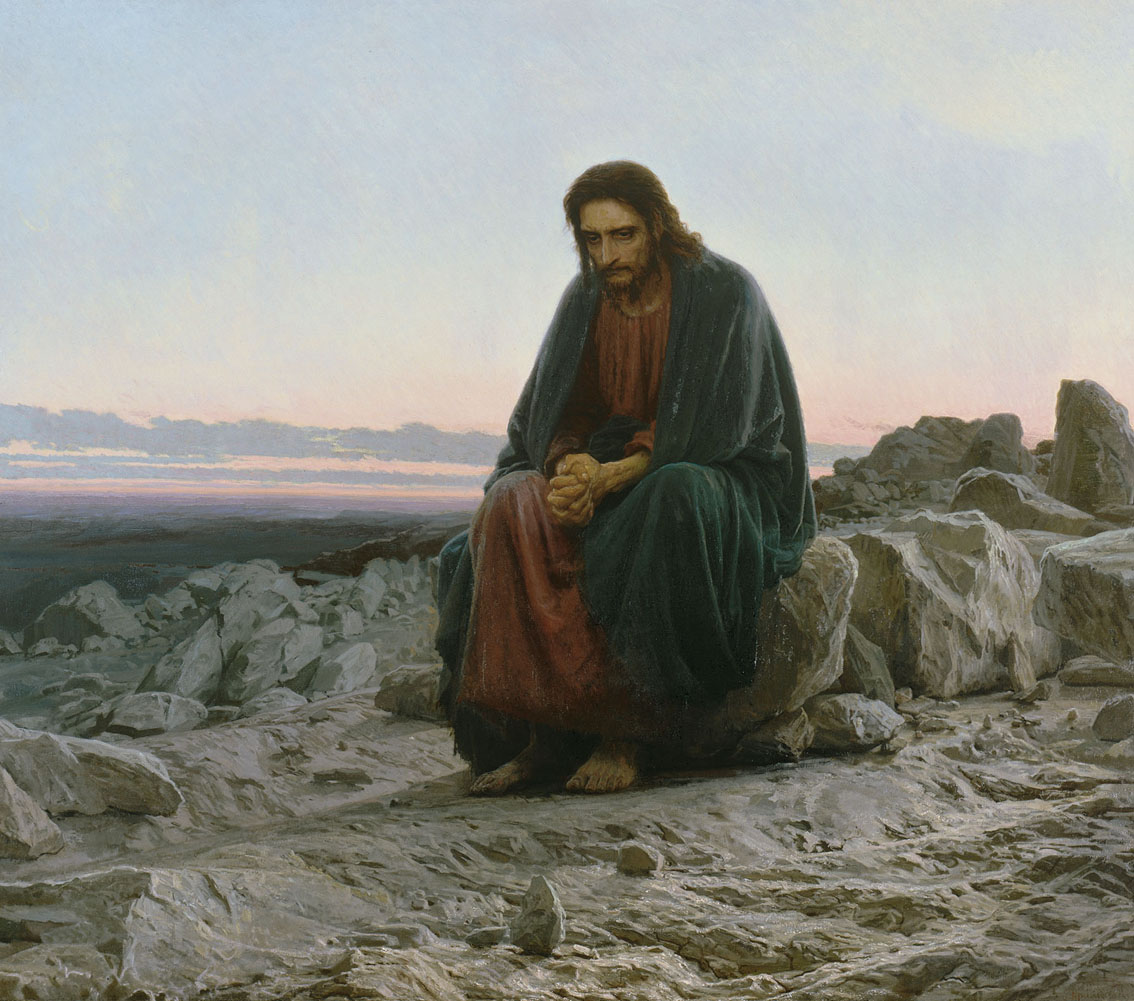
Cristo nel deserto del 1872